# مسرشميت مي 261
مسرشميت مي 261 (بالإنجليزية: Messerschmitt Me 261)‏ Adolfine، كانت طائرة استطلاع بحري بعيدة المدى، صممت في أواخر عقد 1930. تبدو الطائرة وكأنها نسخة مكبرة عن مسرشميت بي إف 110. لم توضع أبدا في عملية الإنتاج.

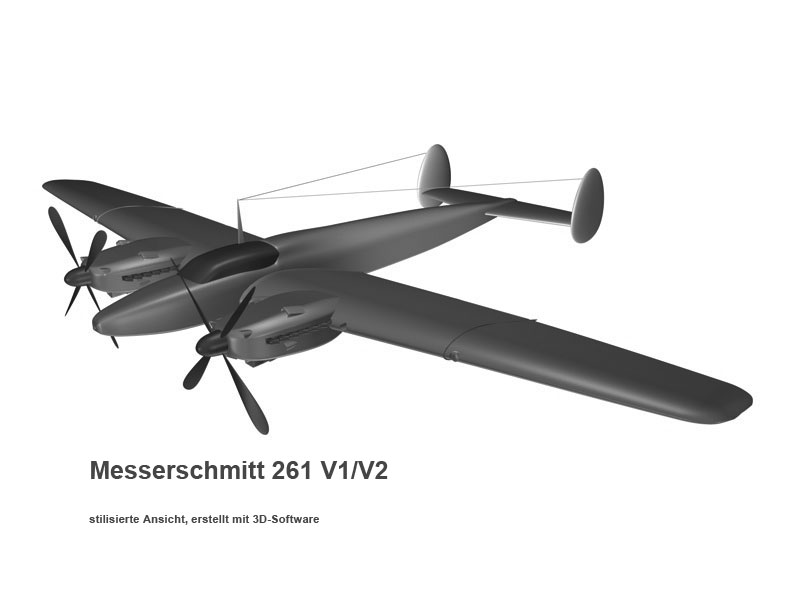
نموذج ثلاثي الابعاد لـ مي 261

## التاريخ التشغيلي
Me 261 V1
Me 261 V2
Me 261 V3

## مواصفات (Me 261 V3)
البيانات من Warplanes of the Third Reich
الخصائص العامة
- الطاقم: 7
- الطول: 16.68 متر (54 قدم 8¾ بوصة)
- باع الجناح: 26.86 متر (88 قدم 1¾ بوصة)
- الارتفاع: 4.71 متر (15 قدم 5¾ بوصة)
- مساحة الجناح : 76 متر² (817.76 قدم²)
- محرك الطائرة: 2 × دايملر بنز DB 610A/B محرك 24-أسطوانة، مقلوب مخروطى المقطع (محركان بجانبان DB 605), 2,133 كيلو واط (2,900 حصان)  الواحد

الأداء
- السرعة القصوى: 620 كم / ساعة (385 ميلا في الساعة) على ارتفاع 3,000 متر (9,840 قدم)
- مدى (طائرة): 11,024 كم (6,850 ميل)
- سقف الخدمة: 8,260 متر (27,100 قدم)